# Olivier Barthou
Pour les articles homonymes, voir Barthou.
Olivier Barthou est un footballeur français, né le 11 avril 1953 à Bordeaux.

## Biographie
Membre de la seule équipe juniors des Girondins à avoir remporté la Coupe Gambardella (1976), il ne fit que quelques apparitions en D1. 
Pourtant, cet attaquant ou milieu offensif très athlétique possédait une excellente frappe de balle.

## Carrière
- 1972-1975 : AS Libourne
- 1975-1979 : Girondins de Bordeaux
- 1979-Jan. 1980 : AS Libourne
- Jan.-Juin 1980 : Atlanta Chiefs (États-Unis)
- 1980-1985 : AS Libourne[1]